# Трештеница Горња
Трештеница Горња је насељено мјесто у Босни и Херцеговини, у општини Бановићи, које административно припада Федерацији Босне и Херцеговине. Према попису становништва из 1991. у насељу је живјело 488 становника.

## Становништво
| Националност       | 1991. | 1981. | 1971. | 1961. |
| Срби               | 322   | 333   | 319   | 230   |
| Муслимани          | 156   | 126   |       |       |
| Југословени        | 9     | 12    |       |       |
| Хрвати             | 1     |       |       |       |
| остали и непознато | 4     |       |       |       |
| Укупно             | 488   | 471   | 319   | 230   |

| Демографија | Демографија | Демографија |
| Година      | Становника  | Становника  |
| ----------- | ----------- | ----------- |
| 1961.       | 230         |             |
| 1971.       | 319         |             |
| 1981.       | 471         |             |
| 1991.       | 488         |             |
| 2013.       | 149         |             |